# Federico Fellini
Federico Fellini (Rimini, 20 januari 1920 – Rome, 31 oktober 1993) was een Italiaans filmmaker en -regisseur. Fellini wordt gezien als een van de markantste regisseurs van de 20e eeuw. In zijn carrière ontving hij vier keer de Oscar voor de beste buitenlandse film en ontving hij twaalf individuele nominaties.
Fellini's films zijn doorgaans psychologische en/of sociale drama's waarin een fantasierijk personage, vaak gemodelleerd naar Fellini zelf, op zoek gaat naar de betekenis van zijn leven. Deze zoektocht wordt gekenmerkt door een veelvuldig gebruik van herinneringen, dromen, fantasieën en obsessies. Duidelijk autobiografische drama's zijn La dolce vita (1960), Otto e mezzo (1963) en Amarcord (1973).
De films hebben doorgaans geen duidelijk lineair verhaal en zijn vaak meer een aaneenrijging van situaties en gebeurtenissen waarin de personages allerlei vreemde dingen meemaken. Deze gebeurtenissen zijn vaak extravagant vormgegeven met overdreven decors, bijzondere kostuums, veel grime, opvallende kleuren en schilderachtige locaties.
Tegelijkertijd leveren de films maatschappijkritiek doordat de persoon in aanraking komt met de schijnwereld van Italiaanse aristocratie, de decadentie van de bourgeoisie, de geslotenheid van het conservatieve platteland of de schijnheiligheid van de Katholieke Kerk. De hoofdpersoon wordt vaak omringd door een collage van excentrieke personages.

## Leven en werk
Als jongeman hield hij zich bezig met het schrijven van scenario's voor radioshows en films (hoofdzakelijk voor Rossellini) voordat hij zelf films ging maken. Hij schreef komische teksten voor bekende acteurs als Aldo Fabrizi. Fellini was ook een verdienstelijk tekenaar (potloodtekeningen), vaak in de vorm van karikaturen. Dit werk bracht de jonge Fellini in contact met de filmwereld: zijn eerste succes kwam toen hij wervende filmposters tekende.

### Avant-gardist, tekenaar en scenarist, 1940 - 1951

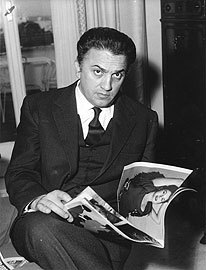
Fellini's jongere jaren

Tijdens het fascisme was hij avant-gardist en schreef hij zijn eerste teksten voor de Alleanza Cinematografica Italiana (ACI), de productiemaatschappij van Vittorio Mussolini, zoon van Benito Mussolini, via wie hij Roberto Rossellini leerde kennen.
In de jaren 1940-1944 werkte Fellini als gagman (bedenker van grappen) voor de eerste film van de komiek Macario.
In 1944, na de val van Mussolini, opende hij een winkel in Rome, waarin hij zijn eigen tekeningen verkocht, maar ook werk van De Seta, Verdini, Camerini, Scarpelli, Majorana, Guasta, Giobbe, Attalo, Migneco, allemaal schrijvers, regisseurs en andere intellectuelen binnen de Italiaanse filmwereld. In hetzelfde jaar begon hij aan Rossellini's Roma, città aperta, met Aldo Fabrizi. Fellini was ook co-auteur van Rossellini's film Paisà (1946). Verder schreef hij voor regisseurs als Alberto Lattuada, Pietro Germi en Luigi Comencini.
In 1947 was hij in samenwerking met Tullio Pinelli schrijver van het scenario van Senza pietà van Alberto Lattuada. In 1948 speelde Fellini in Rossellini's Il miracolo. In 1949 werkte hij als assistent van Alberto Lattuada in Il mulino del Po. Ook was hij scenarioschrijver en assistent van Roberto Rossellini in Francesco, giullare di Dio. In 1950-1952 was hij als assistent betrokken bij verschillende producties van Pietro Germi.

### Regisseur, 1951 - 1990
Fellini's eerste film is Luci del varietà (1950). Deze film is geschreven door Alberto Lattuada en Fellini, naar het idee van Fellini zelf. De regie is gedaan door, wederom, Lattuada en Fellini. Het is de eerste film die op Fellini's eigen filmografie staat. Ook al heeft hij voordien al 31 films van onder andere Roberto Rossellini helpen schrijven en regisseren, dit is de eerste film, geschreven aan de hand van zijn eigen ideeën.
Fellini's tweede film, Lo sceicco bianco (1951), met Alberto Sordi, geschreven door Michelangelo Antonioni en Ennio Flaiano, is zijn eerste film waar hij de regie helemaal alleen op zich genomen heeft. Tijdens de opnamen van Lo sceicco bianco ontmoette Fellini Nino Rota, de musicus die gedurende de rest van zijn succesvolle carrière met hem zou blijven samenwerken.
Met de film I vitelloni (1953) kwam internationale bekendheid. La strada (1954) onderschreef zijn succes met het winnen van een Oscar. Na het exportsucces van het controversiële La dolce vita (1960), regisseerde Fellini zijn bekendste film Otto e mezzo (1963). Deze bekroonde productie wordt beschouwd als een van de meest vitale films van het modernisme. Otto e mezzo gaat over de regisseur Guido die worstelt met zijn geweten en ideeën zoekt voor een nieuwe film. Hierbij staan herinneringen centraal.
Fellini werkte regelmatig met acteurs als Marcello Mastroianni, Alberto Sordi, Anita Ekberg en zijn eigen vrouw Giulietta Masina.

### Strip
Eind 1985 maakte Fellini een reis naar Mexico om de plaatsen te bezoeken die beschreven staan in de boeken van schrijver/antropoloog/sjamaan Carlos Castaneda. De reis resulteert in Viaggio a Tulun, een script voor een film die nooit gemaakt zal worden. Fellini besluit het script te bewerken tot een scenario voor stripmaker Milo Manara en verandert daarbij de titel in Viaggio a Tulum. Het verhaal wordt vanaf 1989 gepubliceerd in het tijdschrift Corto Maltese. In 1990 verschijnt een Nederlandse vertaling in albumvorm bij uitgeverij Casterman onder de naam De reis naar Tulum.
In 1992 doet Fellini hetzelfde met zijn script voor Il viaggio di G. Mastorna, detto Fernet. Ook die film zag nooit het levenslicht en ook dat scenario wordt door Milo Manara uitgewerkt tot strip. Het heet Il viaggio di G. Mastorna en Fellini's getekende storyboard dient als uitgangspunt. Het verhaal wordt in 1992 gepubliceerd in het tijdschrift Il Grifo en wordt in 1996 door Casterman in een Nederlandse vertaling uitgegeven als De reis van G. Mastorna.

### Oscar
In 1993 ontving Fellini een Oscar voor zijn gehele oeuvre. In hetzelfde jaar overleed hij in Rome aan een beroerte. Hij was toen al geruime tijd ernstig ziek.

### Privéleven
Fellini's echtgenote, de actrice Giulietta Masina, met wie hij in 1943 trouwde, was vaak in zijn films te zien. Hij is tot zijn dood met haar getrouwd gebleven. In 1945 kreeg Fellini een zoon die slechts twee weken leefde; het was het enige kind van het echtpaar.

## Interpretatie van zijn werk

### Symbolisme
Kenmerkend voor Fellini’s oeuvre is het symbolisme. Elementen als personen, locaties en thema’s keren in verschillende films terug. Verlaten wegen en pleinen, maar ook het circus, het variété en de kust spelen vaak een rol als plaats van handeling. Zo begint en eindigt La strada op het strand. Personages die de revue passeren zijn: de gelovige dwaas, de narcistische man, de zorgzame moederfiguur en de sensuele prostituee. Thematische motieven zijn te vinden in het surrealisme, herinneringen en vertrapte illusies. Dat deze rode draad in bijna al zijn films zo sterk aanwezig is, wordt nog eens onderstreept door Fellini’s uitspraak: “Ik kan mijn eigen films niet van elkaar onderscheiden. Voor mijn gevoel heb ik altijd dezelfde film gedraaid.” In zijn gehele oeuvre zijn ook de belichting en de esthetiek van belang. Fellini is tegen het gebruik van toeval in films. Hij wil controle over de beelden zodat de uitkomst is zoals hij deze voor zich zag. Het licht is hierbij belangrijk omdat dit voor Fellini de stijl bepaalt. “Ik geloof in het licht en dat moet zo zijn dat het mij helpt, zoals mijn fantasie dat verlangt.” Fellini gelooft dat alle beelden in zijn films betekenis moeten hebben, zoals dat, volgens hem, ook in dromen het geval is.

### Doorbreken vierde wand
Fellini wordt ook in relatie gebracht met het doorbreken van de vierde wand. Hij was niet geïnteresseerd in het verhaal, maar wilde het publiek juist interesseren in het vertellen van een verhaal. Dit is terug te zien in scènes waarbij het publiek direct wordt benaderd door een filmpersonage. Door middel van een blik in de camera (Le notti di Cabiria, La strada) of zelfs door een gesprek met de toeschouwer aan te gaan (Amarcord) werd het publiek verward.

### Autobiografisch karakter
Een belangrijk aspect in de films is het autobiografische karakter. Zijn eigen leven en dromen vormden de inspiratie voor Fellini’s werk. Zo ontstaan vertellingen waarin leven en fantasie worden vermengd. Zoals Guido in Otto e mezzo zegt Fellini niet te weten waar de grens tussen herinnering en fantasie getrokken dient te worden. Films die duidelijk zijn terug te voeren op de eigen herinneringen van de cineast, zijn Otto e mezzo, I vitelloni en Amarcord. Vooral de opvoeding en jeugd in Rimini staan hierbij centraal. Het is bijvoorbeeld bekend dat Fellini op tienjarige leeftijd wegliep van huis en zich aansloot bij een circus. Later zou hij gedurende de oorlog met een toneelgezelschap Italië rondtrekken.

### Maatschappijkritiek
Fellini gaat in zijn engagement vaak verder dan alleen de kritiek op de Italiaanse aristocratie. Een aantal producties vanaf eind jaren ’50 geeft tevens een beschouwing van de sociale geschiedenis. In La dolce vita wordt het Rome uit verschillende perioden van de geschiedenis getoond om de decadentie ten tijde van Fellini weer te geven. Amarcord laat, naast een kijk in de jeugd van Fellini, zien hoe Mussolini’s regime inspeelde op de verlangens van de nog jonge Italiaanse natiestaat. Andere sociale beschouwingen zijn: La città delle donne (1980) als antwoord op het feminisme en Ginger e Fred (1986) over de oppervlakkige tv-cultuur.

## Filmografie als regisseur
| Jaar | Oorspronkelijke titel     | Nederlandse titel        | Opmerkingen                               |
| ---- | ------------------------- | ------------------------ | ----------------------------------------- |
| 1950 | Luci del varietà          | Schmink en klatergoud    | samen met Alberto Lattuada                |
| 1952 | Lo sceicco bianco         | De blanke sjeik          |                                           |
| 1953 | I vitelloni               | De nietsnutten           |                                           |
| 1953 | L'amore in città          | Liefde in de stad        | gedeelte Un'agenzia matrimoniale          |
| 1954 | La strada                 | De straat                | Oscar voor beste buitenlandse film        |
| 1955 | Il bidone                 | De oplichter             |                                           |
| 1957 | Le notti di Cabiria       | De nachten van Cabiria   | Oscar voor beste buitenlandse film        |
| 1960 | La dolce vita             | Het zoete leven          | Oscar voor beste kostuums                 |
| 1962 | Boccaccio '70             |                          | gedeelte Le tentazioni del dottor Antonio |
| 1963 | Otto e mezzo (8½)         | Acht en een half         | Oscar voor beste buitenlandse film        |
| 1965 | Giulietta degli spiriti   | Giulietta van de geesten |                                           |
| 1968 | Histoires extraordinaires | Fantastische Verhalen    | co-regie met Louis Malle en Roger Vadim   |
| 1969 | Block-notes di un regista |                          | semi-documentaire                         |
| 1969 | Satyricon                 |                          |                                           |
| 1971 | I clowns                  | De clowns                |                                           |
| 1972 | Roma                      | Rome                     |                                           |
| 1973 | Amarcord                  |                          | Oscar voor beste buitenlandse film        |
| 1976 | Casanova                  |                          |                                           |
| 1978 | Prova d'orchestra         |                          |                                           |
| 1980 | La città delle donne      | Vrouwenstad              |                                           |
| 1983 | E la nave va              |                          |                                           |
| 1986 | Ginger e Fred             | Ginger en Fred           |                                           |
| 1987 | Intervista                | Interview                |                                           |
| 1990 | La voce della luna        | De stem van de maan      |                                           |

- Bibsys: 90059208
- Biblioteca Nacional de Chile: 000042894
- Biblioteca Nacional de España: XX855667
- Bibliothèque nationale de France: cb11902511c (data)
- Catàleg d'autoritats de noms i títols de Catalunya: 981058528372906706
- CiNii: DA02983269
- Gemeinsame Normdatei: 118532421
- International Standard Name Identifier: 0000 0004 4037 8307
- Library of Congress Control Number: n79056202
- Nationale Bibliotheek van Letland: 000036945
- MusicBrainz: 7b3fb3b1-464f-4b56-8e76-dd269c396e33
- Bibliotheek van het Japanse parlement: 00439366
- Nationale Bibliotheek van Tsjechië: jn19990002219
- Nationale bibliotheek van Australië: 35080071
- Nationale Bibliotheek van Israël: 987007261189805171
- Nationale Bibliotheek van Polen: a0000001178814
- Nationale en Universitaire bibliotheek Zagreb: 000009606
- Nederlandse Thesaurus van Auteursnamen: 069205515
- Réseau des bibliothèques de Suisse occidentale: 02-A003237101
- RKD-Nederlands Instituut voor Kunstgeschiedenis: 276423
- Istituto Centrale per il Catalogo Unico: CFIV000288
- LIBRIS: 186745
- SNAC: w65x2dmg
- Système universitaire de documentation: 027291537
- Trove: 820528
- Union List of Artist Names: 500081169
- Virtual International Authority File: 76315386
- WorldCat: E39PBJwCWPrRRfQWXm7PJwJFKd

Luci del varietà (1950) · Lo sceicco bianco (1952) · I vitelloni (1953) · La strada (1954) · Il bidone (1955) · Le notti di Cabiria (1957) · La dolce vita (1960) · Otto e mezzo (1963) · Giulietta degli spiriti (1965) · Satyricon (1969) · I clowns (1970) · Roma (1972) · Amarcord (1973) · Casanova (1976) · Prova d'orchestra (1978) · La città delle donne (1980) · E la nave va (1983) · Ginger e Fred (1986) · Intervista (1987) · La voce della luna (1990)